# Steven Orszag
Steven Alan Orszag (New York, 27 febbraio 1943 – New Haven, 1º maggio 2011) è stato un fisico e matematico statunitense noto per i suoi contributi alla fluidodinamica, alla fisica computazionale e all'analisi numerica.

## Biografia

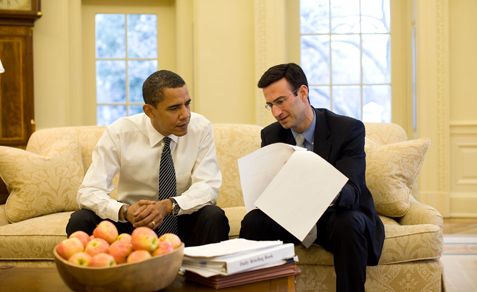
Peter R. Orszag (figlio di Steven) alla Casa Bianca con il presidente Barack Obama.

Steven Orszag nacque da una famiglia ebrea a Manhattan, figlio di Joseph Orszag, avvocato. I nonni paterni di Orszag erano emigrati dall'Ungheria. Crebbe a Forest Hills, nel Queens, e si diplomò alla Forest Hills High School. Nel 1962, all'età di 19 anni, si laureò in matematica al Massachusetts Institute of Technology dove era membro della confraternita Pi Lambda Phi. Proseguì gli studi all'Università di Cambridge, e nel 1966 si è conseguì un dottorato di ricerca in astrofisica presso la Princeton University, con relatore Martin David Kruskal. Nel 1967, Orszag fu nominato professore di matematica applicata al Massachusetts Institute of Technology dove collaborò con Carl M. Bender e divenne anche membro dell'Institute for Advanced Study.  Nel 1984 fu nominato Forrest E Hamrick Professor of Engineering all'Università di Princeton. Nel 1988 accettò una posizione alla Yale University e nel 2000 fu nominato Percey F. Smith Professor of Mathematics presso la Yale University, incarico che mantenne dal 2000 fino alla sua morte avvenuta nel 2011.
Nel 1964 aveva sposato Reba Karp, dalla quale ebbe tre figli: Michael, Peter e Jonathan. Peter è diventato un economista stimato, che ha lavorato anche per l'amministrazione Obama come direttore dell'Ufficio per la gestione e il bilancio.

## Ricerche

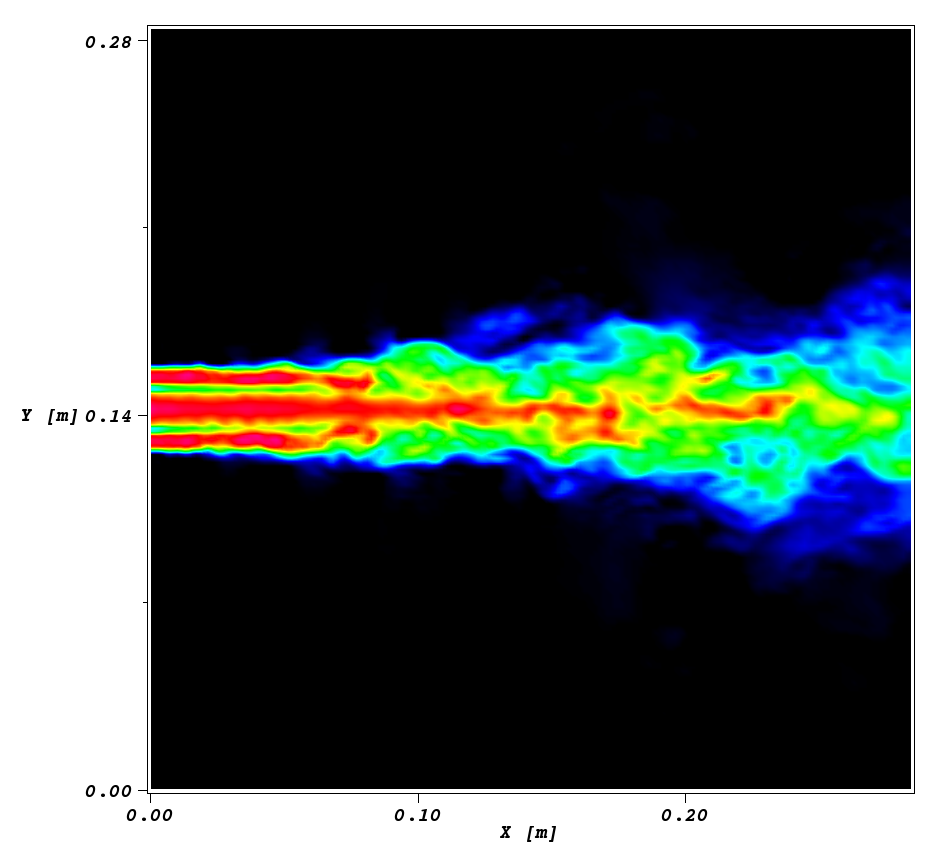
Esempio di campo di velocità turbolento ottenuto mediante una Large Eddie Simulation, ambito nel cui Steven A. Orszag fu pioniere.

Orszag era specializzato in fluidodinamica, in particolare nel campo della turbolenza e della fluidodinamica computazionale, in fisica computazionale, calcolo numerico, produzione di chip elettronici, progettazione di sistemi di archiviazione per computer e altri argomenti legati all'applicazione del computer nella ricerca scientifica. Il suo lavoro incluse lo sviluppo di metodi spettrali, metodi pseudo-spettrali, simulazioni numeriche dirette, metodi di gruppo di rinormalizzazione applicati alla turbolenza e large eddy simulations. In particolare, fu fra i primi a ottenere delle simulazioni numeriche valide di flussi turbolenti. Fu fondatore e/o capo consulente scientifico di numerose aziende, tra cui Flow Research, Ibrix (ora parte di HPQ), Vector Technologies ed Exa Corp.
È noto anche per aver scritto, assieme a Carl M. Bender, Advanced Mathematical Methods for Scientists and Engineers: Asymptotic Methods and Perturbation Theory, un testo di riferimento nel campo della matematica applicata alla scienza e all'ingegneria.

## Premi e riconoscimenti
- Fluid and Plasmadynamics Award dell'American Institute of Aeronautics and Astronautics nel 1986[8]
- Otto Laporte Award dell'American Physical Society nel 1991[9]
- Medaglia G.I. Taylor nel 1995[10]